# Christopher Penny
Christopher Gore Penny (Morristown, 4 de mayo de 1962) es un deportista estadounidense que compitió en remo.
Participó en los Juegos Olímpicos de Los Ángeles 1984, obteniendo una medalla de plata en la prueba de ocho con timonel. Ganó una medalla de bronce en el Campeonato Mundial de Remo de 1985.

## Palmarés internacional
| Juegos Olímpicos   | Juegos Olímpicos             | Juegos Olímpicos  | Juegos Olímpicos |
| Año                | Lugar                        | Medalla           | Prueba           |
| ------------------ | ---------------------------- | ----------------- | ---------------- |
| 1984               | Los Ángeles (Estados Unidos) | Medalla de plata  | Ocho con timonel |
| Campeonato Mundial |                              |                   |                  |
| Año                | Lugar                        | Medalla           | Prueba           |
| 1985               | Malinas (Bélgica)            | Medalla de bronce | Ocho con timonel |